# Musikjahr 1504
Liste der Musikjahre

◄ | 1500 | 1501 | 1502 | 1503 | Musikjahr 1504 | 1505 | 1506 | 1507 | 1508 | ► | ►►

Weitere Ereignisse
Dieser Artikel behandelt das Musikjahr 1504.

## Ereignisse

### Heiliges Römisches Reich
- Loyset Compère ist bis 1503 oder 1504 prévôt (Propst) an der Kollegiatkirche Saint-Pierre in Douai. Aus einem Dokument dieser Jahre geht hervor, dass er inzwischen baccalaureus utrisque juris (ein akademischer Grad beider Rechte) ist.
- Nicolaes Craen ist Singmeister der „Illustere Broederschap“ an der Kirche Unserer Lieben Frau in ’s-Hertogenbosch. Die Domherren von St. Donatian in Brügge bemühen sich 1504 darum Craen als Nachfolger von Antonius Divitis zu gewinnen, der im März 1504 vorzeitig aus seinem Amt an St. Donatian ausgeschieden ist. Sie haben damit aber keinen Erfolg.
- Josquin Desprez, der seit dem Vorjahr Kapellmeister der Hofkapelle von Herzog Ercole I. d’Este in Ferrara ist, erhält bereits am 22. April die letzte Gehaltszahlung. Merkwürdigerweise hat der Komponist seine glänzende Stellung schon nach weniger als einem Jahr aufgegeben. Die einzige Erklärung hierfür ist seine Flucht vor der Pest, die im Juli 1503 in Ferrara ausgebrochen war und auch zum Wegzug des Hofs im September 1504 führt. Josquin Desprez trifft nach einer Reise von über tausend Kilometern bereits am 3. Mai an seiner früheren Wirkungsstätte Condé-sur-l’Escaut ein, nachdem ihn das dortige Kapitel zum Propst gewählt hat; er wird als monsieur le prevost messire Josse des pres bezeichnet. Die dortige Stellung ist für den ehemaligen Kapellmeister nicht nur wegen seines dortigen Haus- und Grundbesitzes attraktiv, sondern noch mehr wegen der guten Personalausstattung der Kirche und der Qualität der dortigen Musikausübung, die nur noch von der Kathedrale in Cambrai und von Saint-Vincent in Soignies übertroffen wird. Der Propst hat hier (nach einer Aufstellung aus dem Jahr 1523) die weltliche Macht im Kirchensprengel inne und ist der Vorgesetzte des Dekans, des Schatzmeisters, von 25 Kanonikern, 18 Kaplänen, 16 Vikaren und sechs Chorknaben, dazu einigen Priestern ohne Pfründe; in den aufwändig gestalteten Gottesdiensten wirkt in der Regel ein Chor aus den Vikaren und Chorknaben mit, so dass bis zu 22 musikgeübte Stimmen zur Verfügung stehen und bis zu sechsstimmige Werke aufgeführt werden können. Nachfolger von Josquin Desprez in Ferrara wird Jacob Obrecht.
- Sixt Dietrich ist spätestens seit 1504 Chorknabe an der Domkantorei in Konstanz (Kostnitz).
- Antonius Divitis, der in Brügge an St. Donatian die Position des Magisters der Chorknaben (Zangmeester) und des Succentors (Chorleiters) innehatte, gibt diese Stelle im März aus unbekannten Gründen auf und übersiedelt nach Zeeland. Kurz darauf geht er nach Mecheln, wo er an der Kirche St. Rumbold am 4. April zum Chorleiter und Magister der Chorknaben ernannt wird.
- Nicolas Gombert ist möglicherweise bereits ab dem Jahr 1504 Schüler von Josquin Desprez († 1521), der seit diesem Jahr im etwa 40 km entfernt gelegenen Condé-sur-l’Escaut Propst geworden ist.
- Paul Hofhaimer, der seit 1490 als Hoforganist am Hofe von Maximilian I. tätig ist und mit seinem Herrn zu dessen Reichstagen unter anderem nach Linz, Wels, Wien, Augsburg, Ulm, Konstanz, Füssen und Freiburg gereist ist, übersiedelt noch vor 1504 nach Passau.
- Pierre de la Rue und Alexander Agricola, die ihren Dienstherren Erzherzog Philipp den Schönen von Kastilien vom 4. November 1501 bis zum 8. November 1503 auf dessen Reise nach Spanien, Frankreich, Österreich und Deutschland begleitet hatten, sind nach Mecheln zurückgekehrt. Sie sind weiterhin Mitglieder der Grande Chapelle des Erzherzogs.
- Crispinus van Stappen erwirbt am 23. August 1504 den Status eines Kanonikers ohne Anwesenheitspflicht in Cambrai.
- Sebastian Virdung hat von 1500 bis 1507 die Kaplanei der Burg Stahleck bei Bacharach inne.

### England
- Robert Fayrfax erwirbt in Cambridge den Grad eines Doktors der Musik. Die gleiche Ehre wird ihm 1511 in Oxford zuteilwerden.

### Frankreich
- Eloy d’Amerval ist Kanoniker an der Kollegiatkirche von Châteaudun im Nordwesten von Orléans (südwestlich von Chartres).
- Jean Molinet ist seit 1482 Historiograph (Chronist) und Hofdichter am herzoglichen Hof von Philipp dem Schönen (Regierungszeit 1482–1506) in Burgund. Hier ist er befreundet mit Musikern und Komponisten wie Johannes Ockeghem, Loyset Compère, Verjus und Antoine Busnoys befreundet.
- Johannes Prioris, der möglicherweise bereits seit Ende der 1480er Jahre Mitglied der französischen Hofkapelle war, ist nachweislich von 1503 bis 1512 Kapellmeister (maître de chapelle) der Hofkapelle.

### Italien
- Marco Dall’Aquila bittet im Herbst in Briefen an die Führung und die Ratsversammlung des Stadtstaats Venedig (Serenissimi Principi und Sapientissimi Consiglio) um ein zehnjähriges Privileg, seine noch nicht im Druck erschienenen Lautenstücke selbst zu veröffentlichen, die er „mit der größten Mühe und nicht nur mittelgroßen Kosten“ geschaffen habe. Das Privileg erhält er am 11. März 1505, scheint aber keinen Gebrauch davon gemacht zu haben.
- Antoine Brumel wird ungefähr ab Ende 1504 von der Familie d’Este in Ferrara umworben. Er soll für ihre berühmte und hochrangig besetzte Hofkapelle gewonnen werden.
- Marco Cara steht seit 1495 und bis 1525 als Lautenvirtuose im Dienst der Familie Gonzaga in Mantua, die zu seiner Zeit Künstler aller Richtungen fördert.
- Lodovico Fogliano taucht, nachdem Josquin Desprez in Ferrara die Position des Hofkapellmeisters eingenommen hat, 1503 und 1504 wieder in den Besoldungslisten der Hofkapelle des Herzogs Ercole I. d’Este auf.
- Johannes Ghiselin ist Mitglied der Hofkapelle von Herzog Ercole I. d’Este in Ferrara. Als Josquin Desprez im Frühjahr Ferrara verlässt und Jacob Obrecht für den Posten des maestro di cappella gewonnen werden kann, ist es – auf Grund von Briefen – wohl Ghiselin, der Obrecht im Herbst 1504 nach Ferrara begleitet.
- Heinrich Isaac lebt von 1502 bis 1506 wieder überwiegend in Florenz, wo er 1502 und 1504 an das Spital Santa Maria Nuova Einzahlungen für eine eigene Rente und für seine Ehefrau macht.
- Jacob Obrecht, der sich bei seiner Italienreise 1503/04 möglicherweise erst in Rom aufgehalten hat, vielleicht an der Hofkapelle von Papst Julius II. (Amtszeit 1503–1513), reist im September 1504 nach Ferrara, obwohl dort im Juli 1503 die Pest ausgebrochen ist, was sogar zum Wegzug des Hofs aus der Stadt geführt hat. Dort wird er, nachdem Josquin Desprez die Stelle aufgegeben und ebenfalls die Stadt verlassen hat, dessen Nachfolger als Hofkapellmeister.
- Ein komponiertes Credo von Giordano Passetto wird 1504 vom Botschafter Ferraras in Venedig an Herzog Ercole d’Este nach Ferrara gesandt, mit der Bemerkung, „er sei sehr begabt in diesen Dingen“. Kurz darauf folgten die restlichen Teile der Messe Mirabile zovene.
- Bartolomeo Tromboncino ist nach Aufenthalten in Vicenza und in Casale von 1501 bis 1512 in Mantua tätig.

### Spanien
- Francisco de la Torres Rang in der Kathedrale von Sevilla wird am 30. September 1504 mit dem eines „compañero“ beschrieben, der auf der Stufe eines Präbenden, eines Präbendenempfängers stand. Er hält diese Stellung und seinen Rang bis zu seinem Tode im Februar 1507, der wahrscheinlich auf Grund der Pest erfolgt.

## Vokalmusik

### Geistlich
- Alexander Agricola
  - Misse Alexandri Agricolae, Venedig: Ottaviano dei Petrucci: Noten und Audiodateien im International Music Score Library Project
    - Missa Je ne demande zu vier Stimmen (c.f.: Chanson von Antoine Busnois)
    - Missa Le serviteur zu vier Stimmen (c.f.: Chanson von Guillaume Dufay (?))
    - Missa Malheur me bat zu vier Stimmen (c.f.: Chanson von Johannes Ockeghem (?))
    - Missa primi toni zu vier Stimmen
    - Missa secundi toni zu vier Stimmen
- Josquin Desprez
  - Missa „Hercules Dux Ferrariae“ zu vier Stimmen (Ferrara, 1503/1504)
  - Motette Ave Maria…benedicta tu: Noten und Audiodateien im International Music Score Library Project
  - Motette „Miserere mei Deus“ (Psalm 50/51) zu fünf Stimmen (1504/1505), 2. Teil: „Audi, auditui meo“, 3. Teil: „Domine, labia mea“
  - Motette „Virgo salutiferi“ (1504/1505), Cantus firmus: „Ave Maria“, 2. Teil: „Tu potis es primae“, 3. Teil: „Nunc, caeli regina“
- Ottaviano Petrucci (Hrsg.) – Motetti C: Noten und Audiodateien im International Music Score Library Project
- Jacob Obrecht
  - Antiphon Ave Regina caelorum: Noten und Audiodateien im International Music Score Library Project
  - Missa Hercules dux Ferrarie (verschollen, erwähnt bei Heinrich Glarean im Dodekachordon, Ferrara 1488 oder 1504/05?)

### Weltlich
- Alexander Agricola
  - L'homme banni: Noten und Audiodateien im International Music Score Library Project
  - Tandernaken: Noten und Audiodateien im International Music Score Library Project
- Antoine Brumel – Chanson Fors seulement: Noten und Audiodateien im International Music Score Library Project
- Marchetto Cara
  - Frottola La fleur de biaulte
  - Frottola Non è tempo d'aspettare: Noten und Audiodateien im International Music Score Library Project
- Josquin Desprez
  - Frottola In te Domine speravi per trovar pietà: Noten und Audiodateien im International Music Score Library Project
  - Je sey bien dire: Noten und Audiodateien im International Music Score Library Project
  - Chanson Une mois que de Biscaie: Noten und Audiodateien im International Music Score Library Project
  - Chanson Vive le Roy: Noten und Audiodateien im International Music Score Library Project
- Johannes Ghiselin
  - Chanson Fors seulement: Noten und Audiodateien im International Music Score Library Project
  - Chanson J'ay pris amours: Noten und Audiodateien im International Music Score Library Project
- Gregoire – Chanson Et raira plus la lune: Noten und Audiodateien im International Music Score Library Project
- Heinrich Isaac
  - Chanson J'ay pris amours: Noten und Audiodateien im International Music Score Library Project
  - Chanson Par ung jour de matinee: Noten und Audiodateien im International Music Score Library Project
- Jean Japart
  - Chanson De tous biens: Noten und Audiodateien im International Music Score Library Project
  - Quodlibet II est de bonne heure né: Noten und Audiodateien im International Music Score Library Project
  - Chanson Pour passer temps & Plus ne chasceray: Noten und Audiodateien im International Music Score Library Project
  - Chanson Se congie pris: Noten und Audiodateien im International Music Score Library Project
- Johannes Martini – Chanson La fleur de biaulte: Noten und Audiodateien im International Music Score Library Project
- Erasmus Lapicida – Lied Tandernaken: Noten und Audiodateien im International Music Score Library Project
- Jacob Obrecht
  - Chanson Fors seulement: Noten und Audiodateien im International Music Score Library Project
  - Chanson Tant que nostre argent durra: Noten und Audiodateien im International Music Score Library Project
- Johannes Ockeghem – Kanon Prenez sur moy vostre exemple: Noten und Audiodateien im International Music Score Library Project
- Michele Pesenti – Frottola Dal lecto me levava: Noten und Audiodateien im International Music Score Library Project
- Ninot le Petit – Chanson Mon ami m'avoyt promis une belle chainture: Noten und Audiodateien im International Music Score Library Project
- Ottaviano Petrucci (Hrsg.)
  - Frottole, Libro 1: Noten und Audiodateien im International Music Score Library Project
  - Frottole, Libro 2: Noten und Audiodateien im International Music Score Library Project
  - Frottole, Libro 3: Noten und Audiodateien im International Music Score Library Project
- Johannes de Pinarol – Madrigal Fortuna desperata: Noten und Audiodateien im International Music Score Library Project
- Gilles Reingot – Chanson Fors seulement: Noten und Audiodateien im International Music Score Library Project
- Pierre de la Rue – Lied Mijn hert heeft altijts verlangen: Noten und Audiodateien im International Music Score Library Project
- Crispin van Stappen
  - Chanson Beati pacifici / De tous biens playne: Noten und Audiodateien im International Music Score Library Project
  - Chanson Gentil galans de gerra: Noten und Audiodateien im International Music Score Library Project
- Bartolomeo Tromboncino – Frottola „Sì è debile il filo“
- Unbekannter Komponist
  - Chanson L'Amor de Moy: Noten und Audiodateien im International Music Score Library Project
  - Chanson Berzeretta savoyene: Noten und Audiodateien im International Music Score Library Project
  - Chanson Chescun me crie: Noten und Audiodateien im International Music Score Library Project
  - Chanson De tous biens playne I: Noten und Audiodateien im International Music Score Library Project
  - Chanson De tous biens playne II: Noten und Audiodateien im International Music Score Library Project
  - Chanson En l'ombre dung bussinet: Noten und Audiodateien im International Music Score Library Project
  - Chanson Et marion la brune: Noten und Audiodateien im International Music Score Library Project
  - Lied Fortuna desperata: Noten und Audiodateien im International Music Score Library Project
  - Chanson Helas le poure johan: Noten und Audiodateien im International Music Score Library Project
  - Chanson Je ne me peus tenir damer: Noten und Audiodateien im International Music Score Library Project
  - Chanson Nastu pas veu la mistondina: Noten und Audiodateien im International Music Score Library Project
  - Lied O Venus Bant: Noten und Audiodateien im International Music Score Library Project
  - Chanson Quant vostre ymage: Noten und Audiodateien im International Music Score Library Project
  - Chanson Tres doulce fillete: Noten und Audiodateien im International Music Score Library Project
- Gaspar van Weerbeke – Chanson „Vray Dieu que payne m’esse“ zu vier Stimmen (auch Loyset Compère und Matthaeus Pipelare zugeschrieben)

### Dokumente
- Der San-Lorenzo-Palimpsest entsteht. Er ist ein auf 111 Pergament-Blättern handgeschriebenes Palimpsest, der einerseits Listen von Immobilienkäufen und -vermietungen enthält, die heute noch lesbar sind. Andererseits ist tiefer darunter – zwar teils sichtbar, aber mit bloßem Auge nicht entzifferbar – eine Beschriftung früherer Zeit zu sehen. Damit ist eine Sammlung von über 200 weltlichen Kompositionen erhalten geblieben, die zur Hälfte Unica darstellen und nur in diesem Schriftstück zu finden sind. Er gibt so einen Einblick in das florentinische Musikleben des Trecento. Die Notenniederschrift aus der Epoche der Ars nova stammt aus einer Hand und führt zwei- bis drei-stimmige, polyphone Balladen, Madrigale und Caccias aus einem halben Jahrhundert in italienischer und französischer Sprache zusammen. Es handelt sich um eine Sammlung von Musikstücken bekannter Komponisten wie Jacopo da Bologna, Francesco Landini, Paolo da Firenze (ca. 1355–1436) und Antonio Zacara da Teramo (1350/1360–1416). Neben einigen anonymen Kompositionen enthält die Notensammlung darüber hinaus auch Werke des Musiktheoretikers Ugolino da Orvieto (ca. 1380–1457) sowie der beiden geachteten Florentiner Musiker Giovanni (ca. 1360–1426) und dessen Sohn Piero Mazzuoli, von denen sonst nirgends Noten erhalten geblieben sind. Der Palimpsest wird heute im Archiv des Capitolo di San Lorenzo unter der Archiv-Nummer Ms. 2211 in Florenz aufbewahrt.

## Musiktheoretische Schriften
- Pomponius Gauricus: De sculptura
- Erasmus Horicius (Erasmus von Höritz): Musica (1504–1508)

## Geboren
- 04. Februar: Philipp Gallicius, reformierter Theologe, Kirchenlieddichter und Reformator des Engadins († 1566)